# مشروع الرجل المحترق
مشروع الرجل المحترق هي منظمة تقوم سنوياً بتخطيط وإدارة وبناء مهرجان الرجل المحترق على البحيرة الجافة في صحراء بلاك روك في شمال غرب ولاية نيفادا. تقوم الشركة بتنسيق العمل خلف الكواليس على مدار العام لبناء وإزالة مدينة مؤقتة يبلغ عدد سكانها 80 ألف شخص.
توفر مبيعات تذاكر الرجل المحترق ميزانية بملايين الدولارات للمنظمة، كما تساعد هذه الإيرادات المنظمة في الحصول على التصاريح المطلوبة من مكتب إدارة الأراضي، واستئجار المراحيض والمعدات المحمولة، وتأمين الخدمات الطبية، وخدمات الإطفاء، وإنفاذ القانون، وتغطية النفقات التنظيمية الأخرى.

## التاريخ

### 1986 إلى 1996
في السنوات العشر الأولى من تاريخ الرجل المحترق من عام 1986 إلى عام 1996، كان الحدث السنوي فوضوياً تماماً، وأدارته إلى حد كبير جمعية Cacophony Society. ونظراً للحاجة المتزايدة إلى الهيكل والتخطيط بعد عام 1996 المضطرب، تم تشكيل شركة Burning Man 97 LLC لإدارة حدث العام المقبل في 22 مايو 1997.

### 1997 إلى 2010
لأول مرة، تم إدارة الحدث من قبل شركة مشروعة، حيث تم تنفيذ القواعد، وتشكيل وزارة الأشغال العامة للإشراف على مهمة إنشاء مدينة يبلغ عدد سكانها 10 آلاف نسمة. وبالتالي، كان عام 1997 هو العام الأول الذي حصلت فيه المدينة على مخطط تخطيطي وخريطة.
كان هدف المؤسسين هو حل وتشكيل شركة ذات مسؤولية محدودة جديدة لكل دورة حدث، كما يتضح من حقيقة أن شركة Burning Man 98 LLC قد تم تشكيلها في 24 نوفمبر 1997 ومع ذلك، فقد اعتبر هذا الأمر غير مستدام تماماً في عالم الأعمال. في 4 فبراير 1999، تم تشكيل شركة Black Rock City LLC كمنظمة لتشغيل مهرجان الرجل المحترق على المدى الطويل، ثم حدث يضم 23 ألف شخص.
في 8 مايو 2001 تأسست مؤسسة بلاك روك للفنون كمنظمة منفصلة غير ربحية لتعزيز المشاركة المدنية وللمساعدة في تمويل الفن التفاعلي.
بالإضافة إلى ذلك، تم تأسيس شركة بلاك روك سولار في 21 مايو 2008. وتعمل المنظمة على "تعزيز الإشراف البيئي والتنمية الاقتصادية واستقلال الطاقة من خلال تزويد الكيانات غير الهادفة للربح والقبائل والمجتمعات المحرومة بإمكانية الوصول إلى الطاقة النظيفة والتعليم والتدريب الوظيفي".
تم إنشاء شركة Decommodification LLC في 23 نوفمبر 2010 لتمهيد وتحضير الانتقال إلى مؤسسة غير ربحية ستبدأ في العام التالي.

### 2011 إلى 2013

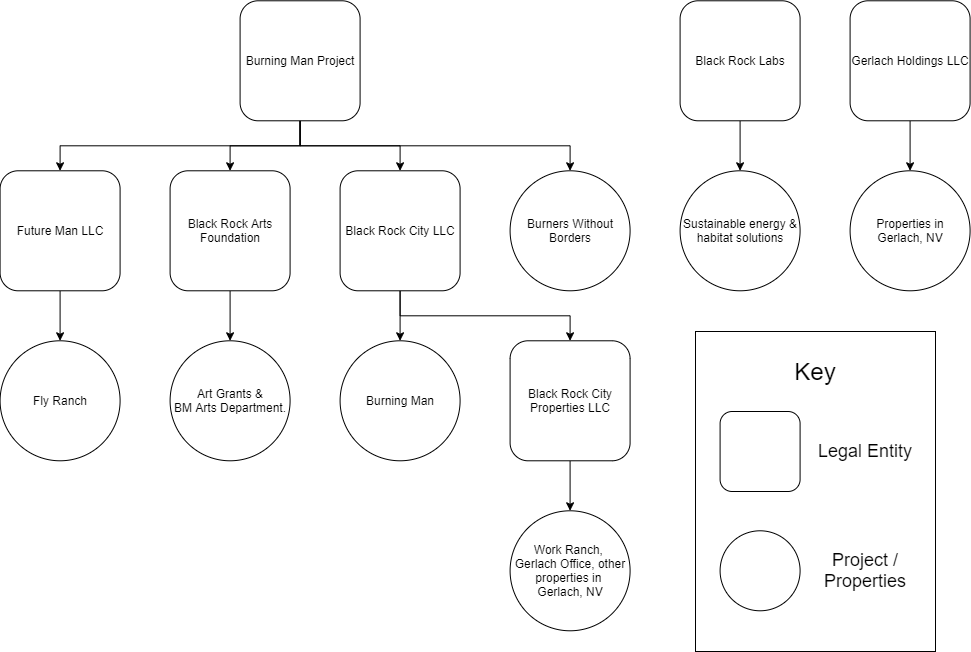
الهيكل الحالي لمشروع الرجل المحترق

في 2 يونيو 2011، تم تشكيل مشروع Burning Man Project كمنظمة في كاليفورنيا 501(c)(3). تم الطعن في التشكيل وإعادة التنظيم من قبل بعض أعضاء مجلس إدارة شركة ذات مسؤولية محدودة، ولكن تم تنفيذه.
وفي منتصف عملية إعادة الهيكلة، تم تشكيل منظمة "مشتعلون بلا حدود" غير الربحية في 21 أغسطس 2012. يصفون أنفسهم بأنهم منظمة "هدفها إطلاق العنان لإبداع المجتمعات المحلية لحل المشكلات التي تؤدي إلى تغيير حقيقي". في العام التالي، تم تشكيل شركتين ذات مسؤولية محدودة للاحتفاظ بالأصول العقارية المختلفة لمشروع الرجل المحترق. تأسست شركة Black Rock City Properties LLC في 21 نوفمبر 2013، وتم تأسيس شركة Gerlach Holdings LLC بعد فترة وجيزة في 19 ديسمبر 2013 ومعاً يمتلكون خصائص مثل مكتب Gerlach وWork Ranch.
في 27 ديسمبر 2013، أصبحت شركة Black Rock City LLC أخيراً شركة تابعة لمشروع الرجل المحترق الجديد.

### 2014 إلى الوقت الحاضر
في يوليو 2014، أصبحت مؤسسة بلاك روك للفنون شركة تابعة لمشروع الرجل المحترق.
في 6 سبتمبر 2017، تم تأسيس شركة Future Man LLC للاحتفاظ بملكية Fly Ranch بعد أن استحوذ عليها مشروع الرجل المحترق في عام 2016.